# Grad Margam
Grad Margam je velik viktorijanski podeželski dvorec, zgrajen v Margamu, delu Port Talbota, Wales, za Christopherja Ricea Mansela Talbota (1803–1890), posestnika, industrialca in liberalnega politika. Zgrajen je bil v desetih letih, od 1830 do 1840, na kraju, ki je bil naseljen že 4000 let in kjer je bil od 11. stoletja do zaprtja samostan.
Čeprav se imenuje "grad", je zgradba v resnici velik udoben podeželski dvorec, eden od mnogih "modelnih" gradov, zgrajen v 19. stoletju v neogotiki.
Potem ko je bil Talbot kot mladenič na velikem potovanju po Evropi, se je vrnil v Južni Wales in se leta 1830 lotil ponovnega razvoja družinskega posestva v Margamu. Nov grad je bil zasnovan v tudorskem gotskem slogu in je delo arhitekta Thomasa Hopperja (1776–1856), Edward Haycock starejši (1790–1870) pa je bil nadzorni arhitekt in izdelal dele notranjosti in zunanjosti hiše, hleve, terase in lože. Talbot se je zelo zanimal za projekt in spodbujal svoje arhitekte, da si sposodijo dele iz opatije Lacock v Wiltshiru (dom Talbotovih prednikov in dom bratranca Williama Henrya Foxa Talbota) in Melbury House v Dorsetu (dom družine njegove matere, Fox-Strangeways, grofov Ilchesterskih).
William Henry Fox Talbot je pogosto obiskoval Margam in ga prikazoval na slikah svojih zgodnjih fotografskih poskusov. Margamova povezava s fotografijo je pomenila, da je bil grad najprej znan kot valižanska fotografija, dagerotipija gradu pa je bila narejena 9. marca 1841 in  je delo častitega Calverta Richarda Jonesa.
Po smrti Emily Charlotte Talbot, hčerke prvega lastnika, je grad podedoval njen nečak Andrew Mansel Talbot Fletcher Margam. Še naprej ga je do leta 1941 uporabljala družina Talbot. Po izbruhu druge svetovne vojne je dvorec leta 1939 delno zaplenila vojska. Fletcher je na dražbi, ki jo je organizirala Christie 27. do 30. oktobra 1941, prodal pohištvo, srebro, porcelan, knjige, tapiserije in zbirko slik italijanskega slikarja dell'Abbateja, Rembrandta, Canaletta, Artemisie Gentileschi in prvotne gradbene načrte hiše. Od takrat naprej je živel s svojo družino na škotskem posestvu Saltoun, Margam pa je prodal leta 1942 Davidu Evansu-Bevanu, lastniku pivovarne.
David Evans-Bevan je ugotovil, da je prevelik, da bi človek živel v njem, vendar ni mogel najti nobene javne organizacije, ki bi jo zanimal prevzem, tako je začel propadati. Vrsto let je pripadal lokalnim oblastem, vendar ni bil odprt za javnost. Leta 1977 je požar povzročil precejšnjo škodo in šele za tem se je začela obnova.
Danes je grad Margam spomeniško zaščiten in je na seznamu stopnje I. Zanj skrbi svet okrožja Neath Port Talbot.
Most Haunted, serijo o paranormalnih pojavih, so snemali tudi na tem gradu, prav tako tudi Ghost Hunters International za kanal Syfy leta 2010. Postal je zelo priljubljen kraj za paranormalne preiskovalne prireditve skupin. Leta 2013 je bil po podatkih na spletni strani Tripadviser Margam Ghost Walk (ki skuša razložiti zgodbe o strahovih brez paranormalne preiskave) najbolj priljubljena znamenitost v Neath Port Talbot.

## Opis kompleksa

### Dvorec
Dvorec je vzhodno od nekdanje samostanske cerkve ob vznožju gozdnatega griča, zgrajen je z železnodobnim gradiščem Mynydd-y-Castell. Je nepravilnega tlorisa, usmerjen od zahoda proti vzhodu, zgrajen okoli dvorišča. Glavna hiša je obsežna in se ponaša s štirinadstropnim osmerokotnim stolpom, vzhodno od glavne hiše so postavili približno dve terasi kmetijskih stavb, nato pa hleve. Hiša je čudovita, okrašena z grbi in skulpturami iz peščenjaka, s fasado v neotudorskem slogu. Nad dvema glavnima nadstropjema je mansarda s številnimi obokanimi okni, zatrepom, cinami, fialami in dimniki,  poševna streha je prekrita s svincem in skrilavcem.
Na jugu in zahodu je dvorec obdan s teraso z urejenimi gredicami v dveh nadstropjih, veranda z glavnim vhodom je na severu kompleksa.

### Oranžerija
50 m južno od srednjeveške samostanske cerkve je oranžerija. S skoraj 100 metrov dolžine je najdaljša oranžerija v Veliki Britaniji. Južna fasada ima 27 obokanih oken, na zahodu je čudovit paviljon – knjižnica, enostavno zasnovan vzhodni paviljon je bil zbirka Talbotovih skulptur. Po dražbi leta 1942 je v prostoru ostal le starodavni kip cesarja Lucija Vera. Stari pomarančevci so zmrznili med drugo svetovno vojno, ko je stavbo zaplenila vojska. Leta 1970 so oranžerijo obnovili in junija 1977 jo je odprla Elizabeta II. z novimi citrusi. Delno podolgovata, vendar le 9 m široka konstrukcija, se uporablja tudi kot koncertna ali banketna dvorana.
Južno od oranžerije je lepo oblikovan vrt z eksotičnimi drevesi: več tulipanovcev (Liriodendron) in hrastov plutovcev (Quercus suber L.).

### Hiša citrusov
Hiša citrusov je velik rastlinjak, ki ga je Thomas Mansel Talbot zgradil okoli leta 1800, in je zamenjal vsaj tri nekdanje rastlinjake, v katerih so prezimili fuksija in limonovci. 44 m dolga stavba je severozahodno od oranžerije in je sestavljena iz 38 metrov dolge železne konstrukcije in stekla s kamnito zadnjo steno in dveh kotnih paviljonov, opremljenih s steklenimi strehami. Potem ko jo je bilo treba zaradi slabega stanja leta 2007 zapreti, je zdaj v glavnem obnovljena (za 1.800.000 £).

### Park
Južno od graščine je velik Margamski podeželski park, med kepe dreves vrinjen travnik, ki prehaja v skupno 344 hektarjev urejenih parkovnih površin in jezero.
V 200 hektarjev velikem rezervatu živi čreda damjakov, okoli 300 živali. S sodelovanjem živalskega vrta Whipsnade od leta 1990 živi v parku več kot 60 jelenov in več kot 30 Davidovih jelenov. Na kmetiji Trail sta ljubek živalski vrt in čreda, od leta 1979 velja za izumrlo, glamorganske govedi. 
Odkar je park od leta 1973 last okrožnega sveta Glamorgana, je bil razširjen kot javni rekreacijski kraj, vključeni so območja za parkiranje, piknik in žar, igrišča, ozkotirna železnica in plezalni park.  Od leta 2007 do 2008 je bil v južnem parku Margamski razskovalni center (Margam Discovery center), sodobno učno središče, ki ga je zgradil Field Discovery Council. 